# 馬文波
马文波（1911年—1993年2月5日），原名马万章，安徽怀远人，中国人民解放军少将。

## 生平
1932年参加中国工农红军，历任鄂豫皖军委会无线电训练班技术教员，红四方面军总部报务员、报务主任、科长。1935年加入中国共产党。军委三局一科科长。军委二局股长。1937年入延安中国人民抗日军政大学学习。
抗日战争时期，先后任军委二局科长、处长、第二副局长。
解放战争时期，历任晋察冀军区司令部二局副局长、晋察冀军区情报处处长、华北军区司令部情报处处长等职。
1955年授予中国人民解放军少将军衔。荣获二级八一勋章、二级独立自由勋章、一级解放勋章。1969年被选为中国共产党第九次全国代表大会代表。1972年5月至1978年2月任外交部副部长。1993年2月5日在北京逝世，享年82岁。

## 党内外职务
中共第九次全国代表大会代表。

## 荣誉
一级红星功勋荣誉章。